# Goiânia

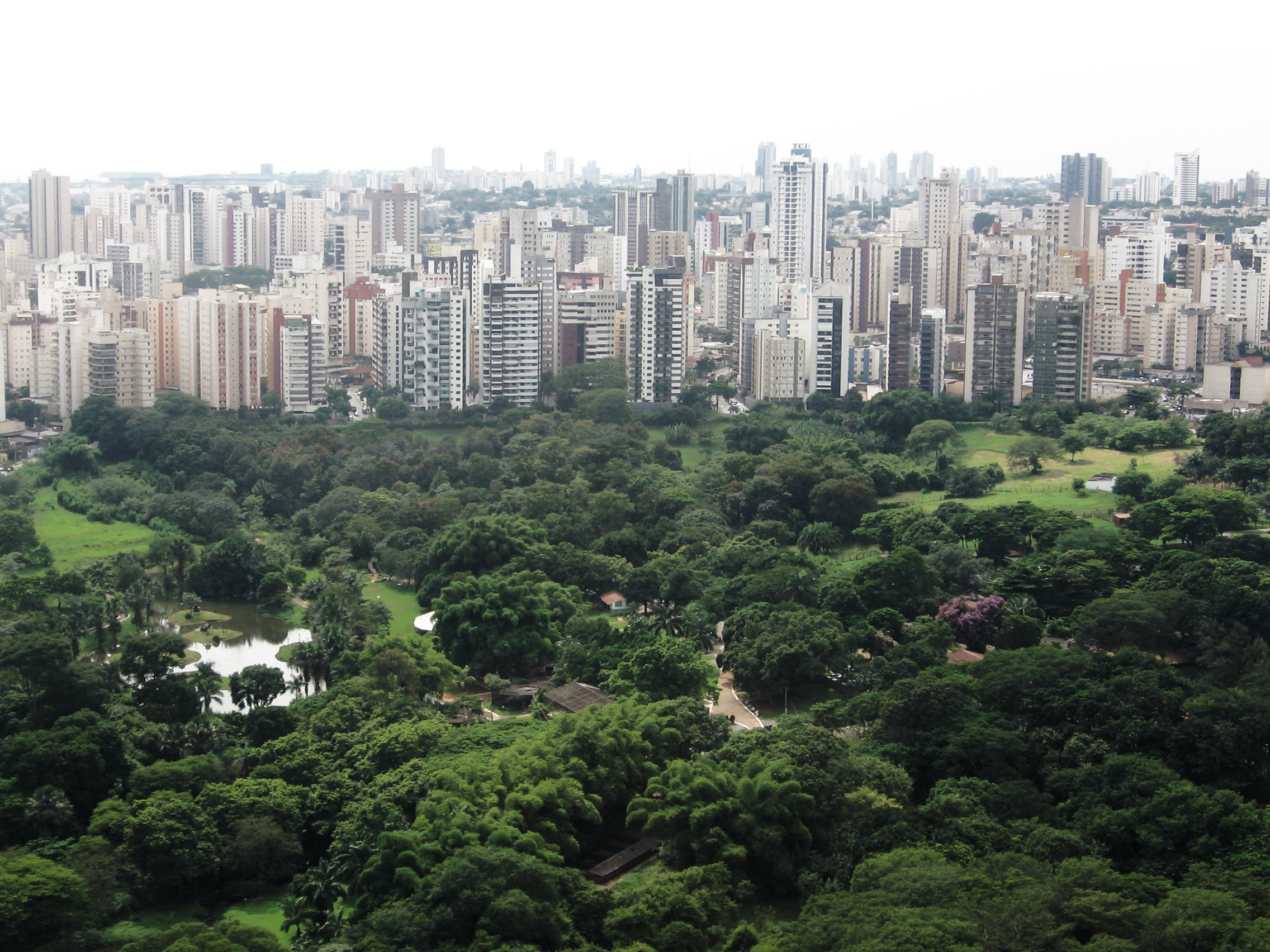
La ciutat de Goiânia

Goiânia (pronunciació en portuguès: / goj'ãnɪɐ /) és un municipi brasiler, capital de l'estat de Goiás, a 209 km de Brasilia, la capital nacional. Amb una superfície aproximada de 739 km², té una geografia contínua, amb pocs turons i terres baixes, caracteritzada per ser una regió de la Altiplà del Brasil.